# Charlie Mills
Charlie Mills (* 23. November 1888 in Hamburg; † 7. Juni 1972 in der Schweiz) war ein deutscher Trabrennfahrer, Züchter und Trainer, der nach 1945 in Frankreich arbeitete.

## Leben
Charlie Mills, Sohn des irischen Trabertrainers Anthony Mills, der 1888 nach Hamburg auf die neu errichtete Bahn in Hamburg-Bahrenfeld engagiert worden war, wuchs als jüngstes von sechs Kindern in der elterlichen Wohnung direkt an der Trabrennbahn Bahrenfeld auf. Zweiundzwanzigjährig gewann er 1910 mit Raute sein erstes Blaues Band. Zahllose weitere Siege im deutschen und österreichischen Derby folgten.
1931 engagierte ihn Bruno Cassirer auf sein neues Gestüt Lindenhof bei Templin. Nach 1933 überschrieb ihm Cassirer offiziell den Besitz, den der jüdische Verleger bis zu seiner Flucht 1938 jedoch heimlich weiterführte. Mills gewann 1934 mit dem Cassirer-Pferd Walter Dear den Prix d’Amérique in Vincennes, das bedeutendste Trabrennen der Welt. 1935 erwarb er ein weiteres Gestüt, den Gutsbesitz Staffelde bei Kremmen (nördlich von Berlin), ebenfalls bis 1945 in seinem Besitz.
Mills blieb bis 1945 in Deutschland. Während der Wirren bei Kriegsende ging ein Großteil seiner Pferde (von denen er die meisten von Bruno Cassirer übernommen hatte) verloren, so Walter Dear und dessen Sohn Probst, die beide spurlos verschwanden.
1947 verließ Charlie Mills Deutschland endgültig, um sich mit fast 60 Jahren in Frankreich eine neue Existenz aufzubauen. Sein neues Gestüt in Chamant (nördlich von Paris, bei Senlis) gewann bald einen guten Ruf. Erneute Triumphe bei den größten Rennen folgten und bis zu seinem letzten französischen Champion Vat betreute er unzählige Siegerpferde. Bei seinen Gastspielen in Westdeutschland wurde er immer begeistert empfangen. Seine Schwester Minni wohnte bis zu ihrem Tod 1977 auf Gut Staffelde.
Grundlegend für die Bedeutung von Charlie Mills für den Trabrennsport waren die revolutionären Verbesserungen der Trainingsmethoden, die zu insgesamt 4364 Rennsiegen führten, an denen Charlie Mills als Fahrer, Züchter oder Trainer beteiligt war.
Als Charlie Mills am 7. Juni 1972 in einem Schweizer Hospital im Alter von 84 Jahren verstarb, verlor der internationale Trabrennsport eine seiner führenden Persönlichkeiten.

## Sonstiges
Seit der Wiedereröffnung der Rennbahn in Bahrenfeld am 5. Juli 1953 hängt dort zu Ehren von Charlie Mills eine Gedenktafel. In Hamburg ist auch eine Straße nach Charlie Mills benannt. Ein Wohnkomplex mit 274 Mietwohnungen im Hamburger Stadtteil Farmsen-Berne ist nach ihm benannt und soll im zweiten Quartal 2021 fertiggestellt werden.
Auf der Trabrennbahn Mariendorf in Berlin-Mariendorf wird jährlich das Charlie-Mills-Rennen ausgetragen.